# 西北諾福克 (英國國會選區)
西北諾福克（英語：North West Norfolk），英國國會一郡選區，包括英格蘭東部諾福克郡金斯林-西諾福克北部。始設於1885年，1918年被撤銷，1974年恢復。
本區撤銷前多支持自由黨，恢復後多數支持保守黨。在2010年大選中亨利·貝林漢姆以54.2%選票勝出該區第三次當選。